# Marchas de la muerte de Sandakan

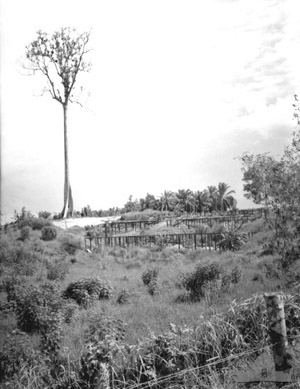
Campo de prisioneros de Sandakan el 24 de octubre de 1945, meses después de que el campo haya sido destruido por tropas japonesas en retirada. En el complejo no. 1 (en la foto), más adelante de descubrieron fosas con los cuerpos de 300 prisioneros australianos y británicos. Se cree que eran hombres que habían sido dejados en el lugar luego de una segunda serie de marchas. Cada fosa contenía varios cuerpos, en algunos casos hasta 10.

Las Marchas de la Muerte de Sandakan fueron una serie de marchas forzosas en Borneo, desde Sandakan a Ranau, que resultaron en la muerte de más de 3 600 trabajadores esclavos civiles indonesios y 2 400 prisioneros de guerra aliados que había sido capturados por el Imperio de Japón durante la campaña del Pacífico de la Segunda Guerra Mundial y se encontraban encarcelados en campos de concentración en el norte de Borneo. Para el final de la guerra, de todos los prisioneros que fueron encarcelados en Sandakan y Ranau, solo seis australianos sobrevivieron, de los cuales todos escaparon. Las Marchas de Sandakan son consideradas por muchos como las peores atrocidades sufridas por fuerzas australianas durante la Segunda Guerra Mundial.

## Construcción de la pista de aterrizaje
En 1942 y 1943, civiles indonesios traídos desde Java, junto con prisioneros de guerra australianos y británicos que habían sido capturados en la Batalla de Singapur en febrero de 1942, fueron enviados al norte de Borneo para construir una pista de aterrizaje militar y un campo de prisioneros en Sandakan (Sabah). Al igual que el Ferrocarril de Birmania, los prisioneros fueron forzados a trabajar bajo amenaza de muerte, y eran frecuentemente golpeados al mismo tiempo que recibían muy poca comida o atención médica. En agosto de 1943, con la intención de controlar los soldados en el campo, la mayoría de los oficiales fueron trasladados de Sandakan al campo de Batu Lintang en Kuching. Las condiciones para los prisioneros que se quedaron atrás se deterioraron rápidamente luego de que los oficiales fueran removidos. Todas las raciones que recibían fueron disminuidas, y los prisioneros enfermos también fueron forzados a trabajar en la pista. Luego de completada la construcción, se mantuvo inicialmente a los prisioneros en el campo. En enero de 1945, con tan solo 1,900 prisioneros aún con vida, los aliados lograron bombardear y destruir la pista. Fue en este momento, esperando desembarcos aliados en cualquier momento, que el Capitán Hoshijima Susumu decidió trasladar a los prisioneros que quedaban hacia el oeste, en dirección de las montañas en el pueblo de Ranau, que se encontraba a aproximadamente 260 kilómetros (161,6 mi). Alegó que era una orden del Teniente General Masao Baba, comandante del 37.º Ejército Japonés.
La pista de aterrizaje que fue construida entonces es conocida hoy en día como el Aeropuerto de Sandakan que sirve a la ciudad de Sandakan.

## Las primeras marchas
La primera etapa de marchas a través de amplios pantanos, selvas densas, y luego subiendo la cuesta del Monte Kinabalu ocurrió entre enero y marzo de 1945. Los japoneses habían escogido 470 prisioneros que consideraron estaban en condiciones de llevar equipaje y suministros para los batallones japoneses que se estaban trasladando a la costa oeste. En varios grupos, todos ellos malnutridos o víctimas de alguna enfermedad seria, comenzaron su travesía originalmente con la intención de llegar a Jesselton (Kota Kinabalu). Aunque la ruta tomó nueve días, se les entregaron raciones solo para cuatro días. Al igual que en la Marcha de la Muerte de Batán, cualquier prisionero que ya no se encontrase en condiciones de continuar o colapsaba de cansancio, era ejecutado o dejado en el camino a su suerte. Al llegar a Ranau, se detuvo a los sobrevivientes y se les ordenó construir un campamento temporal. Como un historiador luego comentó: "Aquellos que sobrevivieron (...) fueron arrastrados a malsanas y atestadas cabañas y muchos murieron de disentería. Para el 26 de junio, solo cinco australianos y un soldado británico seguían vivos."

## Marchas subsiguientes
Una segunda serie de marchas empezó el 29 de mayo de 1945 con aproximadamente 536 prisioneros. El nuevo comandante del campo de Sandakan, el Capitán Takakuwa Takuo, ordenó a los prisioneros a que se dirigieran a Ranau en grupos de aproximadamente cincuenta acompañados de guardias japoneses. La marcha duró 26 días, con prisioneros en condiciones mucho más malas que los que estuvieron en las primeras marchas, y se les proveyó de menos raciones y en ocasiones fueron incluso forzados a buscar su propia comida. El complejo no. 1 del campo de Sandakan fue destruido en un intento de borrar cualquier evidencia de su existencia. Solo 183 prisioneros llegaron a Ranau. A su llegada el 24 de junio de 1945, los participantes de las segundas marchas descubrieron que solo 6 participantes de la primera serie de marchas en el mes de enero seguían con vida.

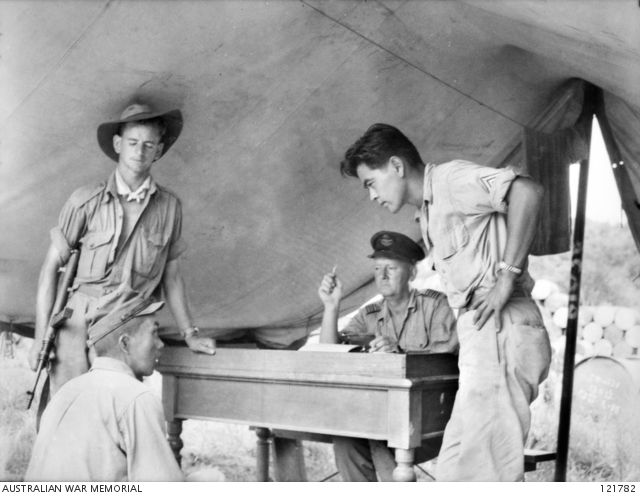
Sargento Hosotani Naoji (izquierda, sentado) del (Policía Secreta Japonesa) en Sandakan es interrogado por el Líder de Escuadrón F.G. Birchall (segundo a la derecha) de la Sección de Soldados Desaparecidos y el Sargento Mamo (derecha) del Servicio Aliado de Traductores e Interpretadores el 25 de octubre de 1945. Naoji confesó haber disparado a dos prisioneros de guerra Australianos y cinco civiles chinos.

## La última marcha
Luego de que la segunda marcha partiera, quedaron aproximadamente 250 personas en Sandakan. La mayoría de los prisioneros estaban tan enfermos que los japoneses tenían la intención, en un principio, de dejarlos morir de hambre. Sin embargo, el 9 de junio de 1945 se decidió enviar a otro grupo de 75 hombres en una marcha final. Los hombres que quedaban estaban tan débiles ninguno sobrevivió más allá de los 50 kilómetros (31,1 mi). Cada vez que alguno de ellos colapsaba de cansancio, era disparado por un guardia japonés. Todos los prisioneros que se quedaron en Sandakan que no podían caminar fueron ejecutados o murieron de una combinación de enfermedad y hambre antes de la rendición de los japoneses el 15 de agosto de 1945.

## Eventos posteriores

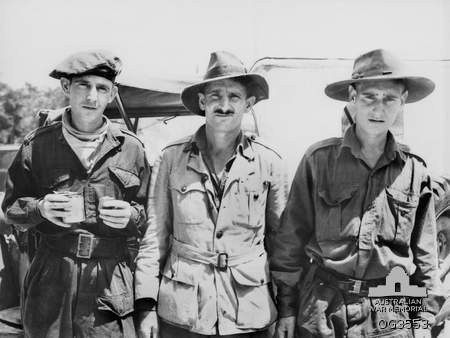
LABUAN, BORNEO DEL NORTE. Se cree que tres de los seis australianos son los únicos supervivientes de los 2.700 prisioneros de guerra, de los cuales 1.900 son australianos, que participaron en la infame marcha de la muerte de SANDAKAN a RANAU, en el norte de Borneo.

Debido a la combinación de falta de comida y el brutal tratamiento recibido por parte de los japoneses, solo quedaban 38 soldados vivos en Ranau al final de julio. Todos estaban muy enfermos y débiles como para realizar cualquier trabajo, y se ordenó que todos los sobrevivientes que quedaban debían ser ejecutados. Fueron disparados por los guardias durante el mes de agosto, posiblemente hasta 12 días después de que la guerra terminase el 14 agosto.
En total, solo seis soldados australianos lograron escapar. Durante las segundas marchas, el Cañonero Owen Campbell y el Bombardero Richard Braithwaite escaparon hacia la jungla, donde fueron asistidos por gente de la zona y eventualmente fueron rescatados por fuerzas aliadas. En el mes de julio, el soldado raso Nelson Short, el suboficial William Sticpewich, el soldado raso Keith Botterill y el Bombardero William Moxham lograron escapar de Ranau y también fueron ayudados por los locales, quienes los escondieron de los japoneses y les dieron de comer hasta el final de la guerra. De los seis sobrevivientes, solo tres sobrevivieron los efectos posteriores de su padecimiento para poder presentar las evidencias en varios tribunales de crímenes de guerra tanto en Tokio como en Rabaul. El mundo pudo escuchar los testimonios de los crímenes y atrocidades que habían sido cometidas. El Capitán Hoshijima fue encontrado culpable de crímenes de guerra y fue colgado el 6 de abril de 1946. El Capitán Takakuwa y su segundo al mando, Capitán Watanabe Genzo, fueron encontrados culpables de causar los asesinatos y las masacres de prisioneros de guerra y fueron colgados y fusilados el 6 de abril de 1946 y l 16 de marzo de 1946 respectivamente.
Unos jardines en memoria de los fallecidos en Sandakan y Ranau, además de un memorial de guerra, fueron construidos en Kundasang, Sabah en 1962.
Las Marchas de la muerte de Sandakan fueron dramatizadas en la obra de teatro de 2004 Treno de Sandakan (un treno es un himno de remembranza en honor a una persona muerta). La obra fue escrita por el compositor australiano Jonathan Mills, cuyo padre sobrevivió un periodo de encarcelamiento en Sandakan entre 1942-1943.
En 2011, estudiantes de teatro de 9.º y 10.º año de la Secundaria del Distrito de Toodyay en Australia Occidental redramatizaron una versión actualizada de la obra para radio de la ABC de 1947, Seis de Borneo, con la ayuda de la comunidad de Toodyay, incluyendo a la Radio Comunitaria de Toodyay, la Comarca de Toodyay y Toodyay RSL. El lanzamiento del Proyecto de Seis de Borneo contó con la presencia del Cónsul General de Malasia, Puan Hamidah Asahari, el historiador militar Lynette Silver, parientes de los prisioneros de Sandakan y miembros de la comunidad de Toodyay. El 9 de septiembre de 2011, la radio ABC (WA Perth 720) pasó pasajes de la grabación original por la primera vez desde 1947, además de pasajes de la nueva grabación. Una copia de la nueva grabación ha sido entregada al Archivo Nacional de Cine y Audio de Australia y a la biblioteca ABC en Perth, Australia Occidental.